# 陈正统
陈正统（1939年5月—），籍貫台湾南投，汉族，中华人民共和国政治人物、第十一届全国人民代表大会福建地区代表。
毕业于福建师范学院汉语言文学专业。加入台盟。担任台盟中央原常委。2008年起担任全国人大代表。